# Маккрей, Джордж
Джордж Уо́ррен Маккре́й-младший (англ. George Warren McCrae, Jr.; род. 19 октября 1944 года, Уэст-Палм-Бич, Флорида, США) — американский соул- и диско-певец, наиболее известный своим хитом 1974 года «Rock Your Baby».

## Биография и творчество
Джордж МакКрей появился на свет 19 октября 1944 года в городе Уэст-Палм-Бич, штат Флорида. Он стал вторым из девяти детей, родившихся в семье. Учась в школе, Джордж в течение двух лет пел в составе школьной вокальной группы The Stepbrothers, где выступала и его будущая жена Гвен МакКрей, в девичестве Мосли, на которой он женился в 1963-м. Затем он сформировал свою собственную музыкальную группу The Jivin’ Jets, которая распалась после того, как в 1963-м певец отправился служить в ВМС США.
В 1967 году, после демобилизации, МакКрей вновь собрал The Jivin’ Jets. В группу вошла и жена певца Гвен, и после нескольких недель репетиций они решили выступать дуэтом. Один из их совместных синглов "Lead Me Оn" принес Гвен сольный контракт с фирмой Columbia Records; после переиздания эта композиция вошла в aмериканский Тор 40 в категории ритм-энд-блюз.
Джордж собирался продолжить образование в колледже, когда Ричард Финч и Гарри Уэйн Кейси из KC and the Sunshine Band пригласили его спеть текст песни, которую они написали для своей группы, но не могли достичь необходимых высоких нот. Первоначально планировалось, что в записи должна принять участие жена Джорджа Гвен, но она опоздала на сеанс, и Джордж спел песню в одиночку. Впоследствии эта мелодичная соул-композиция под названием "Rock Your Baby" стала его величайшим достижением, возглавив хит-парады Великобритании и США. Сингл достиг номера один в американском чарте Billboard Hot 100 в 1974-м и оставался на вершине хит-парада в течение двух недель. Также он возглавил соул-чарт США и хит-парад синглов в Великобритании. Десять недель на первом месте сингл пробыл и в чарте Германии. Песня стала одним из первых хитов эры диско, общее количество продаж по всему миру составило примерно 11 миллионов копий. Успех этой композиции был настолько впечатляющим, что рок-журнал Rolling Stone назвал её хитом номер один всего 1974 года. Лучшей песней года её также назвали журналы Record World, British's Cash Box и Dutch Music Poll. Кроме того, вокалист Джордж МакКрей в следующем году получил номинацию на премию «Грэмми» в категории «лучший R&B-вокалист-мужчина» (Best Male R&B Vocalist).
Ещё два сингла, "I Can't Leave You Alone" и "It's Been So Long", также попали в десятку лучших в британском чарте. После альбома Rock Your Baby МакКрей выпустил несколько других альбомов, в том числе George McCrae (1975) и Diamond Touch (1976), и, помимо этого, продолжал записываться в дуэте с женой вплоть до их развода в 1976 году. В браке у них родились две дочери — София и Лиа.
В 1978 году МакКрей записал альбом We Did It! и свой второй одноимённый альбом George McCraе. Однако к этому времени популярность певца серьёзно снизилась Он женился во второй раз, переехал в Канаду и решил взять творческую паузу. Вторая жена также родила от него дочь — Дженнифер МакКрей.
Джордж вернулся на сцену в 1984-м с альбомом One Step Closer to Love, заглавный трек которого вошёл в чарты Великобритании, Канады и Нидерландов. В 1988 году у певца родилась дочь Марселла от его тогдашней подруги Розанны Молинини. Он переехал в деревню Мунстергелин в Нидерландах и в 1989-м вновь женился — теперь на голландской модели Ивонн Бергсма. У пары есть сын по имени Шака.
Более поздние альбомы Джорджа МакКрея снискали некоторый успех в Европе, и он продолжил регулярно там выступать. В 2000-е он разделил своё местопребывание между домами во Флориде, на Арубе и в Нидерландах. В 2016 году певец выпустил новый концептуальный альбом под названием LOVE, который был издан голландским продюсером и композитором Роджером Хейстером. Альбом был записан с использованием только старинных музыкальных инструментов. Лиа и София МакКрей, две дочери Джорджа от первого брака с Гвен, исполняют в нём бэк-вокал. Альбом был признан альбомом недели в Германии, а сингл "Sexy Woman" находился на первом месте на Мальорке.
Джордж МакКрей продолжает выступать вживую. Так, в декабре 2017 года он исполнял песни в передаче "Hootenanny show with Jools Holland" на телеканале BBC.

## Дискография

### Альбомы
- 1974 — Rock Your Baby
- 1975 — George McCrae
- 1975 — Together (с Гвен МакКрей)
- 1976 — Diamond Touch
- 1978 — George McCrae
- 1979 — We Did It
- 1984 — One Step Closer to Love
- 1984 — Own The Night
- 1987 — I Feel Love For You
- 1991 — Diamond Collection
- 1991 — With All My Heart
- 1993 — Golden Classics
- 1993 — Music Mirror
- 1995 — Do Something
- 1996 — Romance
- 2009 — Time for a Change
- 2016 — LOVE

### Синглы
| 1974                                                                  | "Rock Your Baby"                                                 | 1   | 1  | 34 | 1  | 1  | 1 | 1 | 1  | —  | 1 | 3 | 1  | Rock Your Baby          |
| 1974                                                                  | "I Can't Leave You Alone"                                        | 50  | 10 | —  | 3  | 11 | — | 4 | 3  | —  | — | — | 9  | Rock Your Baby          |
| 1974                                                                  | "You Can Have It All"                                            | —   | —  | —  | —  | —  | — | — | —  | —  | — | — | 23 | Rock Your Baby          |
| 1975                                                                  | "I Get Lifted"                                                   | 37  | 8  | —  | —  | —  | — | — | —  | —  | — | — | —  | Rock Your Baby          |
| 1975                                                                  | "Look at You"                                                    | 95  | 31 | —  | —  | —  | — | — | —  | —  | — | — | —  | Rock Your Baby          |
| 1975                                                                  | "Sing a Happy Song"                                              | —   | —  | —  | 13 | —  | — | — | 27 | —  | — | — | 38 | George McCrae           |
| 1975                                                                  | "It's Been So Long"                                              | —   | —  | —  | 27 | —  | — | — | —  | —  | — | 4 | 4  | George McCrae           |
| 1975                                                                  | "I Ain't Lyin'"                                                  | —   | 31 | —  | 35 | —  | — | — | —  | —  | — | — | 12 | George McCrae           |
| 1976                                                                  | "Honey I"                                                        | 65  | 18 | —  | —  | —  | — | — | —  | 20 | — | — | 33 | George McCrae           |
| 1976                                                                  | "Love in Motion"                                                 | —   | —  | —  | —  | —  | — | — | —  | —  | — | — | —  | Diamond Touch           |
| 1977                                                                  | "I'm Gonna Stay with My Baby Tonight"                            | —   | —  | —  | —  | —  | — | — | —  | —  | — | — | —  | Diamond Touch           |
| 1977                                                                  | "Kiss Me the Way I Like It"                                      | 110 | 57 | —  | —  | —  | — | — | —  | —  | — | — | —  | George McCrae (II)      |
| 1978                                                                  | "Let's Dance"                                                    | —   | 93 | —  | —  | —  | — | — | —  | —  | — | — | —  | George McCrae (II)      |
| 1978                                                                  | "(You've Got) My Love, My Life, My Soul"                         | —   | —  | —  | —  | —  | — | — | —  | —  | — | — | —  | We Did It!              |
| 1978                                                                  | "I Want You Around Me"                                           | —   | 91 | —  | —  | —  | — | — | —  | —  | — | — | —  | We Did It!              |
| 1979                                                                  | "Don't You Feel My Love"                                         | —   | —  | —  | —  | —  | — | — | —  | —  | — | — | —  | We Did It!              |
| 1984                                                                  | "One Step Closer (To Love)"                                      | —   | —  | —  | —  | —  | — | — | 19 | —  | — | — | 57 | One Step Closer To Love |
| 1984                                                                  | "Listen To Your Heart"                                           | —   | —  | —  | —  | —  | — | — | —  | —  | — | — | —  | One Step Closer To Love |
| 1984                                                                  | "Never Too Late" (только в Нидерландах)                          | —   | —  | —  | —  | —  | — | — | —  | —  | — | — | —  | One Step Closer To Love |
| 1984                                                                  | "Own The Night"                                                  | —   | —  | —  | —  | —  | — | — | —  | —  | — | — | —  | Own The Night           |
| 1985                                                                  | "Let's Dance / Never Forgot Your Eyes" (только в Великобритании) | —   | —  | —  | —  | —  | — | — | —  | —  | — | — | —  | без альбома             |
| 1986                                                                  | "Rock Your Baby (Frankfurt Mix)"                                 | —   | —  | —  | —  | —  | — | — | —  | —  | — | — | 92 | без альбома             |
| 1987                                                                  | "That's Love"                                                    | —   | —  | —  | —  | —  | — | — | —  | —  | — | — | —  | I Feel Love For You     |
| 1987                                                                  | "Girls Don't Lie" (только в Великобритании)                      | —   | —  | —  | —  | —  | — | — | —  | —  | — | — | —  | I Feel Love For You     |
| 1988                                                                  | "Nice And Slow"                                                  | —   | —  | —  | —  | —  | — | — | —  | —  | — | — | —  | без альбома             |
| 1989                                                                  | "Rock Me All The Way" (только в Нидерландах)                     | —   | —  | —  | —  | —  | — | — | —  | —  | — | — | —  | без альбома             |
| 1990                                                                  | "Breathless" (только в Германии)                                 | —   | —  | —  | —  | —  | — | — | —  | —  | — | — | —  | With All My Heart       |
| 1991                                                                  | "Calling Love" (только в Германии)                               | —   | —  | —  | —  | —  | — | — | —  | —  | — | — | —  | With All My Heart       |
| 1991                                                                  | "Take This Love of Mine" (только в Германии)                     | —   | —  | —  | —  | —  | — | — | —  | —  | — | — | —  | With All My Heart       |
| 1994                                                                  | "All Around The World (The Fresh Taste of Happiness)"            | —   | —  | —  | —  | —  | — | — | —  | —  | — | — | —  | без альбома             |
| 1995                                                                  | "Do Something" (только в Германии)                               | —   | —  | —  | 82 | —  | — | — | —  | —  | — | — | —  | Do Something            |
| 1995                                                                  | "Wanna Be Your Lover" (только в Германии)                        | —   | —  | —  | —  | —  | — | — | —  | —  | — | — | —  | Do Something            |
| 1996                                                                  | "Little Things Softly" (только в Германии)                       | —   | —  | —  | —  | —  | — | — | —  | —  | — | — | —  | Do Something            |
| 2009                                                                  | "It's Been So Long 2009" (только в Германии)                     | —   | —  | —  | —  | —  | — | — | —  | —  | — | — | —  | Time for a Change       |
| прочерк "—" означает, что сингл отсутствует в чарте или не был издан. |                                                                  |     |    |    |    |    |   |   |    |    |   |   |    |                         |